# Martin Vantruba
Martin Vantruba (Trnava, 7 febbraio 1998) è un calciatore slovacco, portiere dello Spartak Trnava.

## Carriera

### Club
Cresciuto nelle giovanili dello Spartak Trnava, ha esordito il 28 luglio 2017 in occasione del match vinto 2-1 contro il Podbrezová.
Nel gennaio del 2018 è stato acquistato dallo Slavia Praga, che lo ha lasciato in prestito fino al termine della stagione alla società di Trnava.

### Nazionale
Ha giocato nelle nazionali giovanili slovacche Under-18, Under-19, Under-20 ed Under-21.

## Palmarès

### Club

#### Competizioni nazionali
- Campionato slovacco: 1

Spartak Trnava: 2017-2018
- Coppa di Slovacchia: 2

Spartak Trnava: 2022-2023, 2024-2025